# Ole Sohn
Ole Christian Liep Sohn, född 12 september 1954, är en dansk politiker och författare. Han var Danmarks Kommunistiske Partis partiledare 1987-1991 men övergick 1992 till Socialistisk Folkeparti. Han kom 1998 in i Folketinget och var närings- och tillväxtminister 2011-2012. När samarbetsregeringen mellan Socialstisk Folkeparti och Socialdemokratiet sprack 2014 gick Ole Sohn över till Socialdemokratiet, men behöll sin stol i Folketinget fram till valet 2015.